# Svava Jakobsdóttir
Svava Jakobsdóttir (Neskaupstaður, 4 ottobre 1930 – Reykjavík, 21 febbraio 2004) è stata una scrittrice, drammaturga e politica islandese.

## Biografia
Nacque a Neskaupstaður nel 1930 e trascorse parte dell'infanzia in Canada, dove il padre, Jakobs Sigurjónsson, lavorava per il consolato islandese. Studiò a Reykjavík e successivamente negli Stati Uniti, dove conseguì un master in letteratura inglese presso lo Smith College nel 1952.

### Attività letteraria
La sua opera letteraria è caratterizzata da uno stile simbolico e surreale, spesso usato per esprimere una critica alla società patriarcale e alla condizione femminile. È considerata una delle fondatrici della letteratura femminista islandese.
Tra le sue opere più note vi è Veizla undir grjótvegg (1967), pubblicato in italiano come L’essenziale ordine delle cose, una narrazione in cui la protagonista, una donna qualunque, perde fisicamente parti del proprio corpo come conseguenza dell’annullamento del sé nella vita domestica.
Un altro racconto celebre è Saga handa börnum, in cui una madre letteralmente offre le proprie parti del corpo per il bene dei figli, con chiaro intento simbolico. Il romanzo Gunnlaðar saga (1987) rielabora in chiave femminista un mito norreno.
Le sue opere teatrali, come Ástand (1967), sono anch’esse caratterizzate da una narrazione tesa tra il realismo sociale e l'allegoria fantastica.

### Attività politica
Fu membro dell’Althingi, il parlamento islandese, dal 1971 al 1979 per il partito di sinistra Althyðubandalagið (l'Alleanza del Popolo). Durante il suo incarico si occupò di temi culturali e di uguaglianza di genere.

## Opere principali
- Veizla undir grjótvegg (1967) – trad. it. L’essenziale ordine delle cose[12]
- Saga handa börnum – racconto[13]
- Gunnlaðar saga (1987)[14]
- Leigjandinn (1970)[15]
- Ástand (1967) – opera teatrale[16]